# 屯門西北游泳池
屯門西北游泳池（英語：Tuen Mun North West Swimming Pool）為位於香港新界屯門區鳴琴路95號的一座公眾游泳池，為屯門區3個公眾游泳池之一，毗鄰寶田邨，佔地約1.5公頃，由康樂及文化事務署管理，現任經理為周啟達先生及主管高級康樂助理員曾重安先生
。

## 設施
- 設有約800座席的看台
- 室外主池（50米×25米）
- 室外訓練池（25米×15米）
- 室外練習池（25米×12米）
- 室內暖水池（25米×25米）
- 室內嬉水池
- 室內按摩池
- 輔助及支援設施：包括育嬰間、急救室、洗手間、更衣室、管理處及停車處等

## 歷史
工程於2009年5月啟動，計劃名稱「屯門第1區（新圍苑）游泳池」，是屯門新市鎮繼賽馬會仁愛堂游泳池（只有兩個嬉水池，沒有標準池）及屯門游泳池之後，第三個政府公眾游泳池，也是屯門區內首個設有暖水供應的游泳池。泳池由保華建業集團承建。
2010年9月9日，地盤懷疑因為下雨導致泥土鬆軟，令一架巨型吊臂車失去平衡向田景路方向翻側，壓倒當時1架前往兆康的輕鐵，造成多人受傷，當天導致輕鐵在新圍至青松段服務完全中斷，需要由緊急接駁巴士提供服務。
泳池原定於2012年5月啟用，後來延期。同年12月11日，康樂及文化事務署宣布屯門西北游泳池的暖水游泳設施將會於同年12月19日開放，其它室外游泳設施則於2013年4月1日啟用。

## 開放時間
| 夏季開放時間（4月至10月）                                                                                  | 夏季開放時間（4月至10月） | 夏季開放時間（4月至10月） |
| --- | ------------------------- | ------------------------- |
| 第一節：上午6時30分至中午12時                                                                              | 第二節：下午1時至6時30分  | 第三節：晚上7時30分至10時 |
| 暫停開放時間：中午12時至下午1時及下午6時30分至7時30分                                                      |                           |                           |
| 冬季開放時間表（11月至翌年3月，只開放室內泳池）                                                            |                           |                           |
| 第一節：上午6時30分至中午12時                                                                              | 第二節：下午1時至6時      | 第三節：晚上7時至9時30分  |
| 暫停開放時間：中午12時至下午1時及下午6時至7時                                                              |                           |                           |
| 配合每年維修工程的暫停開放時間                                                                             |                           |                           |
| 室內訓練池、嬉水池、按摩池：9月1日至10月21日 室外主池、訓練池、習泳池：11月1日至翌年4月15日                |                           |                           |
| 每周大清潔行動                                                                                             |                           |                           |
| 本公眾游泳池逢星期三進行一次大清潔行動，時間為上午10時至第二節開放時段完結為止，而泳池會於同日第三節重開。 |                           |                           |

## 外部連結
- 康樂及文化事務署－屯門西北游泳池 （页面存档备份，存于）